# NGC 72
NGC 72 é uma galáxia espiral barrada (SBab) localizada na direcção da constelação de Andrômeda. Possui uma declinação de +30° 02' 26" e uma ascensão recta de 0 horas, 18 minutos e 28,4 segundos.
A galáxia NGC 72 foi descoberta em 7 de Outubro de 1855 por William Parsons.